# Братское (Сокольский район)
Братское — деревня в Сокольском районе Вологодской области.
Входит в состав городского поселения город Кадников (с 1 января 2006 года по 30 мая 2013 года входила в сельское поселение Замошское), с точки зрения административно-территориального деления — в Замошский сельсовет.
Расстояние по автодороге до районного центра Сокола — 40 км, до центра муниципального образования Кадникова по прямой — 14 км.
По переписи 2002 года население — 2 человека.

## Известные уроженцы села
- Сиряева, Фаина Константиновна (1925-1993) - Герой Социалистического Труда, доярка совхоза «Новое» Сокольского района Вологодской области